# Намдаков, Даши Бальжанович
Даши́нима Бальжанович Намдако́в (бур.  Намдагай Бальжаанай Дашанима; род. 16 февраля 1967, село Укурик, Хилокский район Читинская область, СССР) — российский скульптор, художник-график, ювелир и дизайнер. Академик РАХ (2021; член-корреспондент 2011). Заслуженный художник Российской Федерации (2020). Член Союза художников России. Член Совета при президенте Российской Федерации по культуре и искусству (2024).

## Биография
Даши Намдаков родился в бурятском селе Укурик, в Забайкалье. Полное имя — Дашинима («Даши Нима») — с бур. языка «Удачливое солнце». Являлся шестым ребёнком в многодетной семье Бальжана и Буда-Ханды Намдаковых, у которых родилось восемь детей. Семья скульптора принадлежит к древнему роду кузнецов-дарханов «дархатэ», из которого выходили лучшие ювелиры, мастера и художники. Только им дозволялось работать с огнём, священным символом избранности. Отец — Бальжан Намдаков, известный народный мастер — кузнец и художник, занимался написанием буддистских тангк, скульптурой, резьбой по дереву, ткал ковры.
По вероисповеданию Намдаков, как и его родители, является буддистом.
До семи лет Намдаков не говорил по-русски, жил в доме предков. В связи с этим он позже отмечал:
У меня был полноценный богатый мир, просто гигантский, который был насыщен всевозможными духами, животными, существами. И когда я пошёл в школу, мне сказали: «Весь мир вмещается в этот лист, всё остальное выбрось из головы. Это твое больное воображение». И мир ужался в этот лист. Мне 44 года и всю жизнь я борюсь, как мне избавиться от этого листа, который меня ограничивает; всем, что я умею, обязан своим родителям, своей родине.
Учился в интернате, где из-за строгой дисциплины постоянно находился в состоянии глубокой депрессии. Это вылилось в тяжёлое заболевание желудка и в перенесение четырёх операций, что, однако, не помогло. Вылечила Намдакова шаманка, проведшая сложный обряд. Это оказало влияние на его последующее творчество, поскольку та объяснила ему, что болезнь является платой за разрыв связей с природой.
Даши Намдаков начал работать в мастерской бурятского скульптора Г. Г. Васильева в городе Улан-Удэ.
Поступал в Московское государственное академическое художественное училище памяти 1905 года, но не прошёл по конкурсу и поступил на архитектурный факультет Новосибирского инженерно-строительного института, но не окончил, поскольку понял, что должен заниматься скульптурой.
В 1988 году поступил в Красноярский государственный художественный институт, учился у художников и скульпторов Л. Н. Головницкого (приехавшего для преподавания в Сибирь из Ленинграда), Ю. П. Ишханова, А. Х. Баярлина, Э. И. Пахомова. Окончил институт досрочно благодаря содействию Головницкого. Дипломный проект писал, будучи закрытым в мастерской у Головницкого, посчитавшего, что это позволит Намдакову полностью погрузиться в творчество и ни на что не отвлекаться. Там же Намдаков сдавал экзамены приходившим к нему преподавателям.
После окончания института в 1992 году Даши возвращается в Улан-Удэ, где продолжает работать Здесь же он открыл маленькую (в несколько квадратных метров) ювелирную мастерскую, где занимался изготовлением скульптурных изделий, стилизованных под находки из древних курганов. Позднее он вспоминал: «Эти деньги и часть зарплаты моей супруги, которая тогда работала в Сбербанке, мы тратили на бронзу. А ведь литьё из этого материала — целая технология. Одному это сделать невозможно — нужны люди, которым надо платить зарплату. Я вообще думаю, что скульпторов у нас было бы гораздо больше, если бы можно было проще организовать этот процесс». График его работы в это время был следующим: две недели — изготовление украшений на продажу, следующие две недели — занятие творчеством «для души».
В 2000 году прошла первая персональная выставка Даши Намдакова в Иркутске, которая получила самые высокие оценки и сделала его знаменитым.

### Творчество
Работы Д. Б. Намдакова выполнены в технике художественного литья, ковки и смешанной технике. Произведения выполнены из бронзы, серебра, золота, меди, драгоценных камней, а также из кости (бивень мамонта), конского волоса и дерева. Скульптура, ювелирные изделия, графика и гобелены имеют ярко выраженный уникальный авторский стиль, в основе которого лежат элементы национальной культуры, традиции Центральной Азии, буддийские мотивы. По эскизам Даши Намдакова члены его семьи мастерят кукол (куклы выполнены в виде скульптур в стилизованных национальных одеждах).
Работы Даши Намдакова хранятся в фондах Государственного Эрмитажа, Российского этнографического музея в Санкт-Петербурге, Музее искусства народов Востока, Музее современного искусства в Москве, в музеях многих стран мира, в том числе — в «Тибет-Хаусе» (Нью-Йорк) и «Музее искусств» (Гуанчжоу, Китай). Скульптуры имеются в частных коллекциях В. В. Путина («Стихия»), М. Ш. Шаймиева («Всадник»), Ю. М. Лужкова, Р. А. Абрамовича («Вечер», «Старый воин»), а также в частных собраниях в Германии, Франции, Бельгии, Швейцарии, Финляндии, Японии, США, Тайване. Работами Д. Б. Намдакова обладают Герхард Шрёдер, звезда кантри-музыки Вилли Нельсон, а также актриса Ума Турман.
В Лондоне 14 апреля 2012 года установили монументальную скульптуру Чингисхана работы Даши Намдакова.
Скульптуры Д. Б. Намдакова «Маски» и «Актёр» явились призами Всероссийского фестиваля современной драматургии им. Вампилова (Иркутск, 2002, 2003), а скульптура «Хозяин» — Международного фестиваля документального кино в Иркутске (2002). В 2003 году он был награждён серебряной медалью Российской Академии Художеств.
С 2004 года живёт и работает в Москве, с 2014 года — в Лондоне.
В 2007 году выступил художником фильма режиссёра Сергея Бодрова «Монгол». За свою работу в этом фильме Д. Б. Намдаков получил премию «Ника» «за лучшую работу художника» и премию «Белый слон» Гильдия киноведов и кинокритиков России.
30 июля 2008 года мастерскую скульптора обокрали (причём, унесли не только ювелирные изделия, но и формы для их изготовления). «Всё, что у нас было за пять лет наработано, — утверждал Д. Б. Намдаков, — унесли в одну ночь. Некоторые люди, конечно, очень разбогатели — дай им бог здоровья. Сначала у нас была паника, но потом мы успокоились. Ведь это был не только мой труд, но и моих коллег — ювелиров и мастеров по камню. Но мы поставили задачу и в срок исполнили коллекцию заново».
За цикл выставок в 2009 года Д. Б. Намдаков стал лауреатом Премии Правительства Российской Федерации в области культуры.
В феврале 2019 года в Красноярске в сквере рядом с Сибирским федеральным университетом установлена ландшафтная скульптура «Трансформация» (TRANSFORMATION).
В 2020 году телеканал «Звезда» назвал Даши Намдакова в качестве главного художника Главного храма Вооружённых сил Российской Федерации. Отмечают, что Намдаков отступил от традиционного расположения образов в заалтарном пространстве.
В августе 2021 года при поддержке Правительства Забайкальского края, Министерства культуры Забайкальского края и Арт-Фонда Даши Намдакова рядом со своим родным селом Укурик скульптор открыл арт-парк «Тужи». Заявлено, что цель создания парка в Забайкалье «связана с государственной политикой поддержки национальной культуры традиционного населения края, с желанием популяризировать самобытное творчество во всех его проявлениях, а также общими силами возродить село».

### Выставки
C 21 декабря 2007 г. по 13 января 2008 г. прошла персональная выставка Д. Б. Намдакова в Государственной Третьяковской галерее в Москве, где выставлялись его работы за предыдущие семь лет.
В ноябре 2008 г. в Иркутском областном художественном музее имени В. П. Сукачёва открылась экспозиция Даши Намдакова «Преображение».
С 26 февраля по 4 апреля 2010 г. в Санкт-Петербурге, в Государственном Эрмитаже, при поддержке ОАО «Атомэнергомаш» (госкорпорация «Росатом»), в контексте шедевров археологической коллекции была экспонирована выставка Д. Б. Намдакова «Ностальгия по истокам. Вселенная кочевников Даши Намдакова».
В 2011 году — в Казани, в Национальной художественной галерее «Хазинэ», проходила выставка Д. Б. Намдакова «Вселенная кочевника», которую посетил президент Республики Татарстан Р. Н. Минниханов, государственный советник Республики Татарстан М. Ш. Шаймиев, председатель Государственного Совета Республики Татарстан Ф. Х. Мухаметшин и другие официальные лица. Всего на открытии выставки присутствовало более четырёхсот человек, общее число посетителей составило около 4,2 тысяч человек.
В  2014 году в Государственном Историческом музее на Красной площади прошла выставка «кочевнической» культуры античной, древней и современной России, где широко представлены работы  Намдакова в основных залах (кентавр и крылатая львица) и на дополнительной выставке археологических памятников степной и лесостепной России (в том числе — из фондов Иркутского областного краеведческого музея).
В Красноярском государственном художественном музее имени В. И. Сурикова в июне 2014 года в рамках IV Международного музыкального фестиваля стран Азиатско-Тихоокеанского региона прошла выставка Даши Намдакова.
25 августа 2015 года открылась выставка в галерее Виктора Бронштейна в Иркутске.
В 2016 году в галерее «JART» прошла юбилейная выставка Даши Намдакова «Погружение».

## Оценки творчества
Искусствовед М. В. Москалюк считает, что:
Язык бурятского мастера, воспитанного российской академической школой, понятен и крайне востребован мировой общественностью благодаря тому, что мистическим образом Даши чувствует живые связи с древними цивилизациями и огромным пластом общечеловеческой культуры, при этом блестяще владеет пластическим языком профессионального искусства и является в полной мере современным человеком.

Искусствовед Т. А. Бороноева — кандидат искусствоведения, доцент, директор Республиканского художественного музея имени Ц. Сампилова}} считает, что:
Наиболее убедительным и ярким примером инновационного подхода к творчеству можно назвать искусство Даши Намдакова. В его скульптурах запечатлены, на наш взгляд, способы ориентации восточного человека в окружающей среде, способы общения с ней. Даже гротескное видение мира, которое и придаёт необычайную новизну работам художника, в какой-то мере воссоздаёт стереотипы, удовлетворяющие своей формой и содержанием сегодняшнее зрение. Сама манера в работе с материалом — бронзой вполне двойственна: повторяя в пластике, цвете, фактуре знакомые, когда-то созданные и смутно появляющиеся в сознании современного зрителя образы, художник изображает во многом новые, непривычные, неожиданные фигуры, изменяющие наши повседневные ориентиры (Ритуал, Улыбающийся, Великий чемпион).

## Галерея
- Скульптурный комплекс «Царская охота» в Кызыле. Бронза, камень
- Обелиск «Центр Азии» в Кызыле. Бронза, камень
- Фрагмент скульптуры «Царская охота»
- «Чингисхан», Лондон

## Награды и звания
- Орден Республики Тыва (4 сентября 2014 года) — за вклад в развитие Республики Тыва и в честь 100-летия единения России и Тувы[33].
- Заслуженный художник Российской Федерации (21 августа 2020 года) — за большой вклад в организацию и проведение социально важных, общественно значимых мероприятий[34].
- Премия Правительства Российской Федерации 2009 года в области культуры — за выставочный проект «Преображение: скульптура, графика и ювелирное искусство Даши Намдакова».